# 1562 год
1562 (ты́сяча пятьсо́т шестьдеся́т второ́й) год  по юлианскому календарю — невисокосный год, начинающийся в четверг. Это 1562 год нашей эры, 2‑й год 7‑го десятилетия XVI века 2‑го тысячелетия, 3‑й год 1560‑х годов. Он закончился 463 года назад.
| Пн | Вт | Ср | Чт | Пт | Сб | Вс |
|    |    |    | 1  | 2  | 3  | 4  |
| 5  | 6  | 7  | 8  | 9  | 10 | 11 |
| 12 | 13 | 14 | 15 | 16 | 17 | 18 |
| 19 | 20 | 21 | 22 | 23 | 24 | 25 |
| 26 | 27 | 28 | 29 | 30 | 31 |    |

| Пн | Вт | Ср | Чт | Пт | Сб | Вс |
|    |    |    |    |    |    | 1  |
| 2  | 3  | 4  | 5  | 6  | 7  | 8  |
| 9  | 10 | 11 | 12 | 13 | 14 | 15 |
| 16 | 17 | 18 | 19 | 20 | 21 | 22 |
| 23 | 24 | 25 | 26 | 27 | 28 |    |

| Пн | Вт | Ср | Чт | Пт | Сб | Вс |
|    |    |    |    |    |    | 1  |
| 2  | 3  | 4  | 5  | 6  | 7  | 8  |
| 9  | 10 | 11 | 12 | 13 | 14 | 15 |
| 16 | 17 | 18 | 19 | 20 | 21 | 22 |
| 23 | 24 | 25 | 26 | 27 | 28 | 29 |
| 30 | 31 |    |    |    |    |    |

| Пн | Вт | Ср | Чт | Пт | Сб | Вс |
|    |    | 1  | 2  | 3  | 4  | 5  |
| 6  | 7  | 8  | 9  | 10 | 11 | 12 |
| 13 | 14 | 15 | 16 | 17 | 18 | 19 |
| 20 | 21 | 22 | 23 | 24 | 25 | 26 |
| 27 | 28 | 29 | 30 |    |    |    |

| Пн | Вт | Ср | Чт | Пт | Сб | Вс |
|    |    |    |    | 1  | 2  | 3  |
| 4  | 5  | 6  | 7  | 8  | 9  | 10 |
| 11 | 12 | 13 | 14 | 15 | 16 | 17 |
| 18 | 19 | 20 | 21 | 22 | 23 | 24 |
| 25 | 26 | 27 | 28 | 29 | 30 | 31 |

| Пн | Вт | Ср | Чт | Пт | Сб | Вс |
| 1  | 2  | 3  | 4  | 5  | 6  | 7  |
| 8  | 9  | 10 | 11 | 12 | 13 | 14 |
| 15 | 16 | 17 | 18 | 19 | 20 | 21 |
| 22 | 23 | 24 | 25 | 26 | 27 | 28 |
| 29 | 30 |    |    |    |    |    |

| Пн | Вт | Ср | Чт | Пт | Сб | Вс |
|    |    | 1  | 2  | 3  | 4  | 5  |
| 6  | 7  | 8  | 9  | 10 | 11 | 12 |
| 13 | 14 | 15 | 16 | 17 | 18 | 19 |
| 20 | 21 | 22 | 23 | 24 | 25 | 26 |
| 27 | 28 | 29 | 30 | 31 |    |    |

| Пн | Вт | Ср | Чт | Пт | Сб | Вс |
|    |    |    |    |    | 1  | 2  |
| 3  | 4  | 5  | 6  | 7  | 8  | 9  |
| 10 | 11 | 12 | 13 | 14 | 15 | 16 |
| 17 | 18 | 19 | 20 | 21 | 22 | 23 |
| 24 | 25 | 26 | 27 | 28 | 29 | 30 |
| 31 |    |    |    |    |    |    |

| Пн | Вт | Ср | Чт | Пт | Сб | Вс |
|    | 1  | 2  | 3  | 4  | 5  | 6  |
| 7  | 8  | 9  | 10 | 11 | 12 | 13 |
| 14 | 15 | 16 | 17 | 18 | 19 | 20 |
| 21 | 22 | 23 | 24 | 25 | 26 | 27 |
| 28 | 29 | 30 |    |    |    |    |

| Пн | Вт | Ср | Чт | Пт | Сб | Вс |
|    |    |    | 1  | 2  | 3  | 4  |
| 5  | 6  | 7  | 8  | 9  | 10 | 11 |
| 12 | 13 | 14 | 15 | 16 | 17 | 18 |
| 19 | 20 | 21 | 22 | 23 | 24 | 25 |
| 26 | 27 | 28 | 29 | 30 | 31 |    |

| Пн | Вт | Ср | Чт | Пт | Сб | Вс |
|    |    |    |    |    |    | 1  |
| 2  | 3  | 4  | 5  | 6  | 7  | 8  |
| 9  | 10 | 11 | 12 | 13 | 14 | 15 |
| 16 | 17 | 18 | 19 | 20 | 21 | 22 |
| 23 | 24 | 25 | 26 | 27 | 28 | 29 |
| 30 |    |    |    |    |    |    |

| Пн | Вт | Ср | Чт | Пт | Сб | Вс |
|    | 1  | 2  | 3  | 4  | 5  | 6  |
| 7  | 8  | 9  | 10 | 11 | 12 | 13 |
| 14 | 15 | 16 | 17 | 18 | 19 | 20 |
| 21 | 22 | 23 | 24 | 25 | 26 | 27 |
| 28 | 29 | 30 | 31 |    |    |    |

## События
- 1493—1593 — Столетняя хорватско-османская война. Серия вооружённых конфликтов между Королевством Хорватия и Османской империей[1].
- 1507—1622 — Португало-персидская война. Ряд вооружённых конфликтов между колониалистской Португалией и вассальным Ормузом, с одной стороны, и Сефевидской империей, поддерживаемой англичанами, с другой[2].
- 1511—1641 — Малайско-португальская война. Вооружённый конфликт XVI-XVII веков, в котором Малаккский султанат при поддержке империи Мин, Голландской Ост-Индской компании (с 1607) и Джохора безуспешно сопротивлялся Португальской империи, стремившейся захватить Малакку и установить контроль над торговлей между Индией и Китае[3].
- 1545—1563 — Тридентский собор католической церкви. Утвердил догматы о первородном грехе, чистилище. Один из важнейших соборов в истории Католической церкви. Собрался, чтобы дать ответ движению Реформации. Считается отправной точкой Контрреформации[4].
- 1551—1562 — окончание Австро—турецкой войны[5].
- 1558—1566 — Португало-турецкая война[6].

### Франция
- 1562—1563 — началась Первая гугенотская война[7].
  - Сен-Жерменский эдикт (подготовлен канцлером л’Опиталем) — установление ограниченной веротерпимости. Протестантам разрешено проводить богослужения вне стен городов и собираться в частных домах[7].
  - 1 марта — Франсуа де Гиз со свитой напал на гугенотов в местечке Васси, убив несколько десятков человек[7].
  - 28 сентября — 26 октября — осада Руана контролировавшегося гугенотами[8].
  - 19 декабря — битва при Дрё[9].

### Нидерланды
- Регент Маргарита Пармская вводит в стране первые законы о подавлении ересей. Ремесленники-протестанты уезжают из Нидерландов в Англию.

### Италия
- 1562, январь-1563, декабрь — третья сессия Тридентского собора. Анафеме преданы все сочинения протестантов и их учения.
- Флоренция — основан духовный и военный орден Святого Стефана для борьбы с мусульманами (в XVI—XVII веках его рыцари-монахи занимались пиратством;запрещён в 1859 г.)

### Восточная Европа
- 1562—1563 — на сейме в Польше магнаты вынуждены были согласиться на возврат коронных имений, полученных ими после 1504 года[10].
- 5 марта — окончательно ликвидирован Ливонский орден[11].
- Апрель — Восстание секейских крестьян в Трансильвании во главе с Дьёрдем Надем. Конец мая — Князь Трансильвании Янош Жигмонд подавил восстание. Госсобрание Трансильвании объявило секейских крестьян государственными крепостными.
- Прага — придворным художником становится Джузеппе Арчимбольдо (занимал этот пост до 1587 и прославился как мастер коллажа и гротеска).
- Литовские реформаторы и Моравские братья создают единую протестантскую общину.
- Начало военных действий русских против Литвы.

### Азия
- 1560—1570 — Монгольское завоевание Малвы[12].

### Америка
- 12 июля — в Мехико по приказу инквизитора Диего де Ланда производится массовое сожжение рукописей индейцев майя.
- Плимутский судовладелец Джон Хокинс достиг берегов Гвинеи, откуда вывез большую группу негров и доставил их контрабандой на Эспаньолу (Гаити), где продал испанским колонистам.
- Доставка плимутским купцом Джоном Хокинсом в Санто-Доминго (Карибский регион) 400 невольников из Африки — начало английской работорговли в Америке.

## Русское государство
Царствование: 1533—1584 — Иван IV Васильевич Грозный
- 1561—1570 — Русско-литовская война. Один из эпизодов русско-ливонской войны по А.И. Филюшкину[13][14].
  - Март — Иван Грозный посылает своих воевод и татарских царевичей воевать земли ВКЛ у городов: Орша, Дубровна, Мстиславль и Чичерск[13].
  - 28 мая — русские войска сожгли посад и захватили артиллерию в остроге Витебска[15].
  - 6—10 июля — гарнизон г. Мценск выдержал осаду 15-тысячного войска крымского хана Девлет I Гирея, союзника литовцев[16].
  - Лето—осень — Северские походы Филона Кмиты[17].
  - Август — русские отряды проиграли бой литовским отрядам под Невелем. В бою был ранен А.М. Курбский[15].
- 1558—1583 — Ливонская война[14]. 
  - Сожжены острог и предместья Чернигова[18].
- 1562—1563 — Темрюк Идарович, опираясь на помощь русских военных отрядов. совершил ряд крупных походов против ориентированных на Крымское ханство кабардинских князей во главе с Пшеапшоко Кайтукиным. Данные походы способствовали обеспечению беспрепятственных связей Кабарды и Русского государства с Грузией[19].
- Посольство Ромодановского А.М. в Данию ради поддержания "христианского мира". Висковатый Иван Михайлович подписал договор с нарушением царских инструкций о разграничении земель в Ливонии, что грозило ему опалой и даже смертью. Однако договор дал возможность продолжить Ливонскую войну 1558-1583 годов и позволил Висковатому оставаться печатником, вернуться на свою прежнюю должность думного дьяка Посольского приказа[20]. 
  - 7 августа — Можайский договор[21]. Договор Дании с Русским государством о разделе Ливонии (ратифицирован в Копенгагене в 1563 году)[14].
  - Лето — заключён мирный договор с датским королём Фредериком II, по которому в обмен на некоторые территориальные уступки, Дания признаёт права России на Ливонию[13].
  - Август — Иван Грозный заключает мирный договор с датским королём Фредериком II. Договор о вечной дружбе между Московским царством и Данией, по которому в обмен на некоторые территориальные уступки, Дания признаёт права России на Ливонию[22].
- 3 мая — малолетний сын царя Фёдор Иванович выезжает из Москвы на богомолье в Зарайск (Никола Зарайский), воздвигнутому храму Фёдором Ольговичем для чудотворной иконы Святого Николая, принесённой в рязанскую землю в 1224 году из Корсуни священником Евстафием[13][23].
- Август — Иван Грозный делает заупокойный вклад в Троице-Сергиев монастырь по умершей супруге Анастасии Романовне в размере 1000 рублей[13].
- 15 сентября — по доносу своих холопов арестован Воротынский Михаил Иванович, вместе с братом Воротынским Александром Ивановичем. Опала возможно была вызвана подозрением царя в связи с отъездом июне/июле князя Вишневецкого Дмитрия Ивановича в ВКЛ. Вместе с семьёю Воротынский М.И. сослан в заточение на Белозеро (прощён в 1566)[24].
- 29 октября — Иван Грозный, за "великие изменные дела", подвергает опале Дмитрия Ивановича Курлятьева-Оболенского и всю его семью[13].
- Ноябрь — в Москве на совещении принято решение о Полоцком походе. Одной из официальных причин похода указана борьба с распространившемся в Полоцке протестантизмом ("люторской ересью")[25].
  - 30 ноября — Государь возглавляет поход русских войск на Полоцк, назначает воевод и определяет сроки сбора войск. Выгоды обладания этим городом сформулировал ещё немецкий пастор Павел Одерборн. Иван Грозный в высшей степени желал захватить этот город по причине важного его положения, величия и богатств. Открывались возможности безо всяких затрат содержать в нём войско, совершать нападения в глубь ВКЛ[13][25].
  - 4 декабря — царский полк входит в Можайск[13].
- Иван IV Грозный включает в царский титул слова «…и всея Сибирской земли повелитель».
- Весна — Иван Грозный приказывает Вишневецкому Дмитрию Ивановичу начать военные действия в его бывших владениях — черкасском и каневском поветах. Это вызвало протест Вишневецкого[26].
  - Лето — Вишневецкий Д.И, не довольный распоряжением царя, "отъехал" в ВКЛ, где ему выли возвращены все звания и владения[26].
- Висковатый Иван Михайлович, пожалованный в 1561 году печатником, провёл реформу государственной сфрагистики (большой печати)[20].
- Визит Ивана Грозного в Варлаамо-Хутынский монастырь.
- Изготовлены царские врата церкви Иоанна Богослова на Ишне близ Ростова Великого (ныне в Ростовском краеведческом музее).
- Митрополит Московский Макарий (ум. 1563) вторично (первый в 1547 году) по состоянию здоровья просит царя отпустить его на покой, но царь отказывает[27].
- Пожалованы боярством: Глинский Василий Михайлович (ум. 1564) и Морозов Владимир Васильевич (ум. 1564)[28].
- Впервые во вкладной книге упомянут Благовещенский Ионо-Яшезермский монастырь[29].

## Начало правления
См. также: Список глав государств в 1562 году
- 1562/72—1610 — король Наварры Генрих.

## Наука и искусство
- Трактат Жана де ла Тая «Искусство трагедии».
- Сборник стихотворений Пьера де Ронсара «Рассуждения».
- Книга К. ван Райселле «Зерцало любви».
- Сочинение Джакомбо да Виньолы «Правило пяти ордеров архитектуры».
- Венеция — Торквато Тассо публикует рыцарскую поэму «Ринальдо» (в 12 песнях).

## Родились

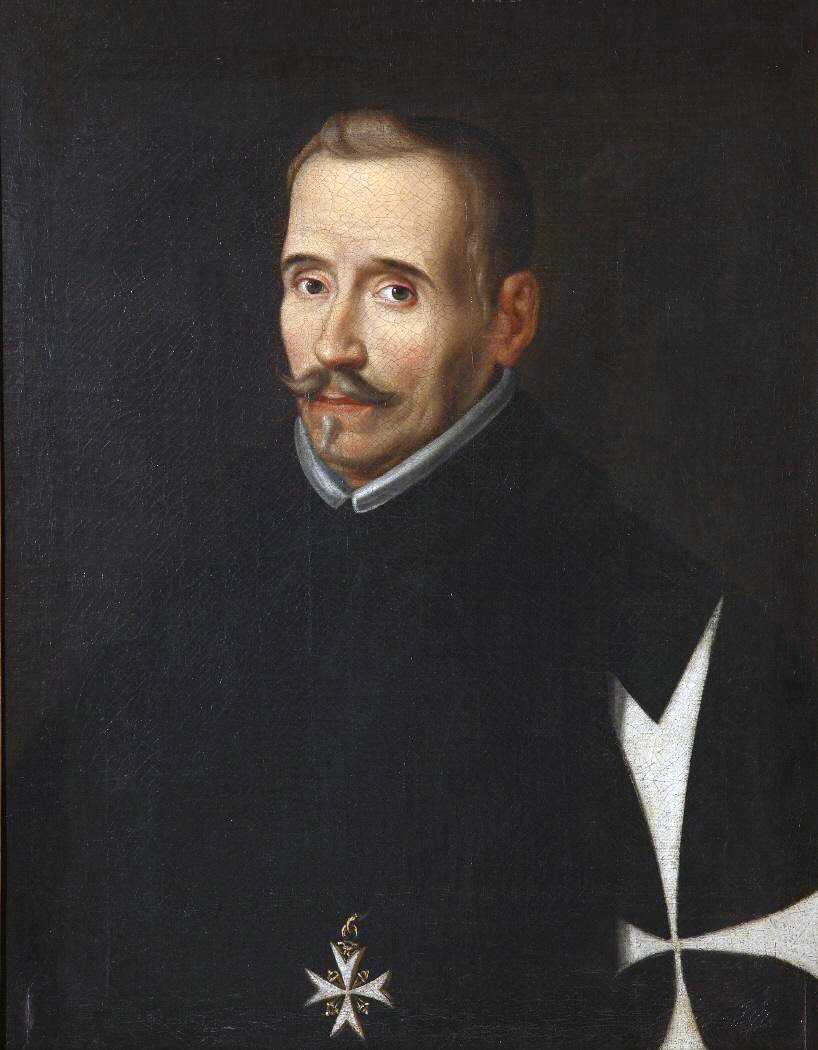
Изображение Лопе де Вега

См. также: Категория:Родившиеся в 1562 году
- Вега, Лопе де — испанский драматург, поэт и прозаик. Автор более чем 2000 пьес, из которых 425 дошли до наших дней.
- Винченцо I Гонзага — сын Гульельмо Гонзага и Элеоноры Австрийской, герцог Мантуи, герцог Монферрата. Последний великий правитель династии.
- Карл Эммануил I — герцог Савойский с 1580 года.
- Като Киёмаса — японский даймё (феодал), живший на рубеже периодов Адзути-Момояма и Эдо.
- Свелинк, Ян Питерсзон — 16 октября 1621, Амстердам), нидерландский композитор, органист, клавесинист и педагог. Основатель северогерманской органной школы.

## Скончались

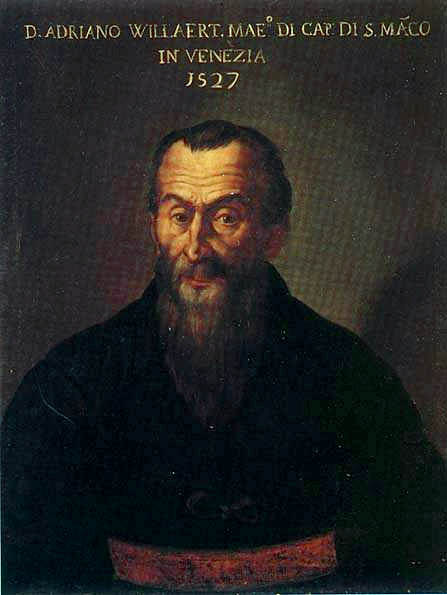
Изображение Адриана Вилларта

См. также: Категория:Умершие в 1562 году
- Альдегревер, Генрих — немецкий живописец и гравёр XVI века, ученик школы Альбрехта Дюрера.
- Антуан де Бурбон — король-консорт Наварры (1555 — 1562), отец первого французского короля из дома Бурбонов Генриха IV Наваррского.
- Вилларт, Адриан — фламандский композитор и педагог, работал в Италии. Представитель франко-фламандской (нидерландской) полифонической школы, основоположник венецианской школы.
- Пётр Алькантрийский — католический святой, монах-францисканец, один из инициаторов аскетической реформы в ордене.
- Скорел, Ян ван — нидерландский живописец, архитектор и гуманист эпохи Возрождения.
- Фаллопий, Габриеле — итальянский анатом эпохи Возрождения.
- Элеонора Толедская — жена Козимо I Медичи.